# 皇家學會嶺

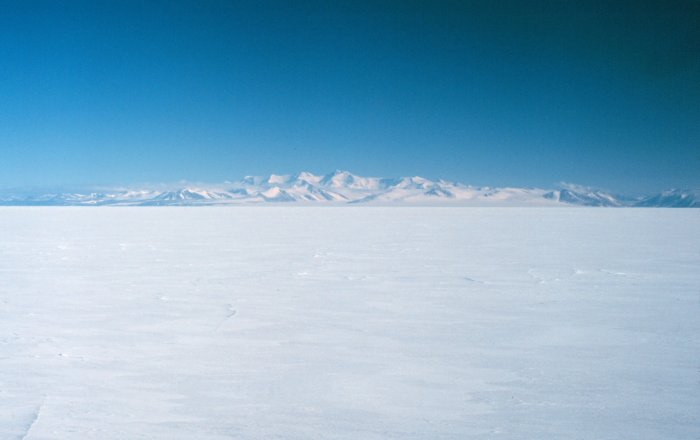

皇家學會嶺（英語：Royal Society Range）是南極洲的山脈，位於維多利亞地，屬於橫貫南極山脈的一部分，最高點海拔高度4,025米，該山脈在1841年被英國探險家詹姆斯·克拉克·羅斯發現。